# Casting

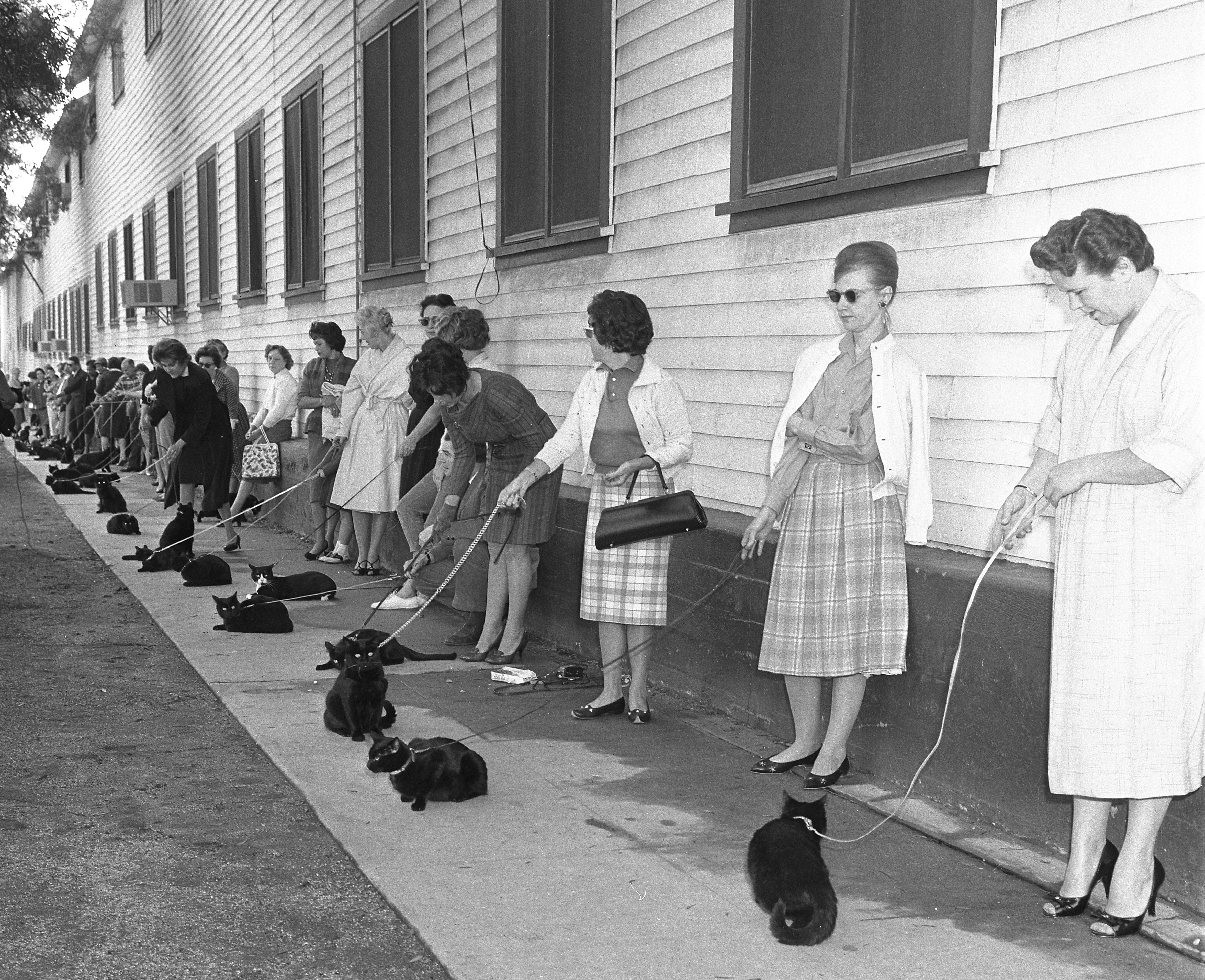
Casting černých koček pro Hollywoodských film

Casting, také kástink, (česky konkurz či nábor) je výběr herců sportovců a jiných účinkujících podle různých kritérií.
Kritérii bývají pohlaví, věk, etnický vzhled, barva a typ vlasů, barva očí, barva hlasu, výška, váha, míry, předchozí zkušenosti s filmováním, fotografováním nebo divadlem a další obecné či speciální požadované znalosti, schopnosti, nebo dovednosti, např. zpěv, tanec, zájmy, zkušenosti se zvířaty, jazykové znalosti. Jsou organizovány filmovou produkcí a režisérem pro výběr herců a aktérů např. pro natáčení reklam, filmů, videoklipů, seriálů nebo i fotografování.

## Callback
Callback je druhé kolo castingu. Jsou zde požadována těžší kritéria pro výběr herců. Vybírá se zde už mezi pouhými několika lidmi. Z callback vás posílají na film či do seriálu nebo kam se hodíte.